# Louis Claude Boucher
Louis Claude Boucher est un homme politique français né le 9 août 1778 à L'Aigle (Orne) et décédé le 30 septembre 1854 à Montigny-sur-Avre (Eure-et-Loir).
Négociant à Laigle, il est conseiller général et député de l'Orne de 1820 à 1827, siégeant dans la majorité, sans appartenir aux Ultras-royalistes.

## Sources
- « Louis Claude Boucher », dans Adolphe Robert et Gaston Cougny, Dictionnaire des parlementaires français, Edgar Bourloton, 1889-1891 [détail de l’édition]